# Байраківська сільська рада (Немирівський район)
| Байраківська сільська рада — сільська рада у складі Немирівського району Вінницької області. Адміністративний центр — село Байраківка. Сільській раді були підпорядковані населені пункти: - с. Байраківка - с. Глинянець - с. Дубмаслівка |

## Склад ради
Рада складалася з 14 депутатів та голови.

## Керівний склад сільської ради
| ПІБ                      | Основні відомості                                                                       | Дата обрання | Дата звільнення |
| ------------------------ | --------------------------------------------------------------------------------------- | ------------ | --------------- |
| Глива Анатолій Дмитрович | Сільський голова, 1962 року народження, освіта, безпартійний                            | 26.03.2006   | 01.05.2007      |
| Назимко Раїса Григорівна | Сільський голова, 1960 року народження, освіта, позапартійна                            | 19.08.2007   | 31.10.2010      |
| Назимко Раїса Григорівна | Сільський голова, 1960 року народження, освіта середня спеціальна, член Партії регіонів | 31.10.2010   |                 |

Примітка: таблиця складена за даними джерела